# Superligaen 2022-2023
La Superligaen 2022-2023 (chiamata ufficialmente 3F Superliga per motivi di sponsorizzazione), è stata la 109ª edizione della massima serie del campionato di calcio danese. La stagione è iniziata il 15 luglio 2022 e terminata a il 9 giugno 2023. Il Copenaghen si è confermato campione per la quindicesima volta nella propria storia.

## Stagione

### Novità
Al termine della stagione precedente Vejle e SønderjyskE, sono retrocesse in 1.Division, mentre sono state promosse dalla 1. Division Horsens e Lyngby, rispettivamente prima e seconda classificate.

### Formula
Le 12 squadre partecipanti si affrontano in gironi di andata-ritorno, in cui ogni squadra gioca 22 partite, al termine delle quali le prime sei disputeranno i successivi play-off mentre le altre sei i play-out, in cui ogni squadra gioca ulteriori 10 partite. Al termine della stagione la squadra campione si qualificherà per i play-off della UEFA Champions League 2023-2024, mentre la seconda classificata per il secondo turno di qualificazione. Le squadra classificata al terzo posto si qualificherà per il secondo turno di qualificazione della UEFA Europa Conference League 2023-2024, mentre la squadra classificatasi quarta disputa uno spareggio con la prima classificata del girone play-out per un posto in Europa Conference League. Le ultime due squadre classificate dei Play-out retrocederanno in 1. Division.

### Verdetti
Il 29 maggio il Copenaghen si è confermato campione grazie alla vittoria per 1-2 sul campo del Viborg, conquistando così il suo 15º titolo.

## Squadre partecipanti
| Club         | Città          | Stadio                    | Stagione precedente                            |
| ------------ | -------------- | ------------------------- | ---------------------------------------------- |
| Aalborg      | Aalborg        | Aalborg Portland Park     | 5º posto in Superligaen                        |
| Aarhus       | Aarhus         | Ceres Park                | 10º posto in Superligaen                       |
| Brøndby      | Brøndby        | Brøndby Stadion           | 4º posto in Superligaen                        |
| Copenaghen   | Copenaghen     | Parken Stadium            | 1º posto in Superligaen, Campione di Danimarca |
| Horsens      | Horsens        | CASA Arena Horsens        | 1º posto in 1. Division, promosso              |
| Lyngby       | Lyngby-Taarbæk | Stadio Lyngby             | 2º posto in 1. Division, promosso              |
| Midtjylland  | Herning        | MCH Arena                 | 2º posto in Superligaen                        |
| Nordsjælland | Farum          | Farum Park                | 9º posto in Superligaen                        |
| Odense       | Odense         | Stadio Fionia Park        | 8º posto in Superligaen                        |
| Randers      | Randers        | Stadio Essex Park Randers | 6º posto in Superligaen                        |
| Silkeborg    | Silkeborg      | JYSK Park                 | 3º posto in Superligaen                        |
| Viborg       | Viborg         | Viborg Stadion            | 7º posto in Superligaen                        |

## Allenatori e primatisti
| Squadra      | Allenatore | Calciatore più presente                 | Cannoniere                                        |
| ------------ | --- | --------------------------------------- | ------------------------------------------------- |
| Aalborg      | Lars Friis(1ª-9ª) Erik Hamren(10ª-22ª) Oscar Hiljemark(23ª-32ª)                                                     | Louka Prip (32)                         | Allan Goncalves Sousa (8)                         |
| Aarhus       | Uwe Rösler | 4 giocatori                             | Patrick Mortensen (12)                            |
| Brøndby      | Niels Frederiksen(1ª-17ª) Jesper Sørensen(18ª-32ª)                                                                  | Mathias Kvistgaarden, Anis Slimane (30) | Nicolai Vallys, Ohi Omoijuanfo (8)                |
| Copenaghen   | Jess Thorup(1ª-10ª) Jacob Neestrup(11ª-32ª)                                                                         | Lukas Lerager, Viktor Claesson (30)     | Viktor Claesson (9)                               |
| Horsens      | Jens Berthel Askou                                                                                                  | 4 giocatori (31)                        | Aron Sigurdarson Anders Jacobsen (7)              |
| Lyngby       | Freyr Alexandersson                                                                                                 | Marcel Rømer (31)                       | Sæver Atli Magnusson (6)                          |
| Midtjylland  | Bo Henriksen (1ª-2ª) Henrik Jensen (3ª-6ª) Albert Capellas (7ª-21ª) Niels Lodberg (22ª) Thomas Thomasberg (23ª-32ª) | Gustav Isaksen (31)                     | Gustav Isaksen (18)                               |
| Nordsjælland | Flemming Pedersen (1ª-17ª) Jess Thorup(18ª-32ª)                                                                     | Andreas Hansen, Mohamed Diomande (32)   | Andreas Schjelderup (10)                          |
| Odense       | Andreas Alm | Jeppe Tverskov (30)                     | Bashkim Kadrii, Emmanuel Sabbi, Mads Frokjaer (5) |
| Randers      | Thomas Thomasberg(1ª-22ª) Rasmus Bertelsen(23ª-32ª)                                                                 | Lasse Berg Johnsen (32)                 | Marvin Egho (6)                                   |
| Silkeborg    | Kent Nielsen | Nicolai Larsen (32)                     | Tonni Adamsen (10)                                |
| Viborg       | Jacob Friis | Clint Leemans, Lucas Lund (32)          | Jay-Roy Grot (9)                                  |

## Prima fase

### Classifica
|  | Pos. | Squadra      | Pt | G  | V  | N  | P  | GF | GS | DR  |
|  | ---- | ------------ | -- | -- | -- | -- | -- | -- | -- | --- |
|  | 1.   | Nordsjælland | 43 | 22 | 12 | 7  | 3  | 38 | 20 | +18 |
|  | 2.   | Copenaghen   | 42 | 22 | 13 | 3  | 6  | 45 | 22 | +23 |
|  | 3.   | Viborg       | 37 | 22 | 10 | 7  | 5  | 32 | 25 | +7  |
|  | 4.   | Aarhus       | 35 | 22 | 10 | 5  | 7  | 26 | 20 | +6  |
|  | 5.   | Randers      | 32 | 22 | 8  | 8  | 6  | 28 | 30 | -2  |
|  | 6.   | Brøndby      | 30 | 22 | 8  | 6  | 8  | 32 | 34 | -2  |
|  | 7.   | Silkeborg    | 29 | 22 | 8  | 5  | 9  | 34 | 35 | -1  |
|  | 8.   | Midtjylland  | 28 | 22 | 6  | 10 | 6  | 32 | 29 | +3  |
|  | 9.   | Odense       | 28 | 22 | 7  | 7  | 8  | 27 | 38 | -11 |
|  | 10.  | Horsens      | 23 | 22 | 6  | 5  | 11 | 26 | 37 | -11 |
|  | 11.  | Lyngby       | 16 | 22 | 3  | 7  | 12 | 21 | 36 | -15 |
|  | 12.  | Aalborg      | 15 | 22 | 3  | 6  | 13 | 18 | 33 | -15 |

Legenda:
      Ammesse ai Play-off
      Ammesse ai Play-out
Regolamento:
Tre punti per la vittoria, uno per il pareggio, zero per la sconfitta.

### Risultati

#### Tabellone
|              | AaB  | Aar  | Brø  | Cop  | Hor  | Lyn  | Mid  | Nor  | Ode  | Ran  | Sil  | Vib  |
| ------------ | ---- | ---- | ---- | ---- | ---- | ---- | ---- | ---- | ---- | ---- | ---- | ---- |
| Aalborg      | –––– | 0-1  | 2-1  | 1-3  | 0-0  | 1-1  | 0-0  | 0-0  | 1-1  | 0-1  | 1-2  | 1-3  |
| Aarhus       | 3-1  | –––– | 2-2  | 0-2  | 2-0  | 1-0  | 0-1  | 2-3  | 1-0  | 0-0  | 1-1  | 3-1  |
| Brøndby      | 3-2  | 1-0  | –––– | 1-1  | 5-2  | 3-3  | 0-2  | 1-3  | 2-0  | 2-2  | 2-1  | 0-2  |
| Copenaghen   | 1-0  | 1-0  | 4-1  | –––– | 0-1  | 3-0  | 1-1  | 1-1  | 7-0  | 1-3  | 1-0  | 2-1  |
| Horsens      | 0-0  | 2-1  | 0-2  | 1-4  | –––– | 1-0  | 3-3  | 1-0  | 3-3  | 5-1  | 3-2  | 0-3  |
| Lyngby       | 0-2  | 0-1  | 1-0  | 0-3  | 1-1  | –––– | 3-3  | 1-1  | 0-2  | 0-2  | 2-2  | 1-1  |
| Midtjylland  | 0-2  | 0-2  | 0-1  | 2-1  | 2-1  | 1-3  | –––– | 0-0  | 1-2  | 1-1  | 1-3  | 1-1  |
| Nordsjælland | 5-1  | 1-1  | 2-1  | 3-1  | 2-0  | 2-1  | 1-1  | –––– | 4-2  | 3-1  | 0-2  | 1-0  |
| Odense       | 2-1  | 1-2  | 1-1  | 2-1  | 1-0  | 3-1  | 1-5  | 0-2  | –––– | 0-0  | 1-1  | 1-2  |
| Randers      | 1-0  | 1-2  | 2-3  | 0-2  | 1-0  | 1-0  | 0-0  | 0-2  | 2-2  | –––– | 3-2  | 1-0  |
| Silkeborg    | 3-1  | 1-0  | 2-0  | 0-3  | 2-1  | 0-2  | 3-3  | 2-1  | 1-2  | 3-3  | –––– | 1-2  |
| Viborg       | 2-1  | 1-1  | 0-0  | 4-2  | 2-1  | 2-1  | 0-4  | 1-1  | 0-0  | 2-2  | 2-0  | –––– |

## Seconda fase

### Play-off Championship

#### Classifica finale
|                      | Pos. | Squadra      | Pt | G  | V  | N  | P  | GF | GS | DR  |
| -------------------- | ---- | ------------ | -- | -- | -- | -- | -- | -- | -- | --- |
| Danimarca (bandiera) | 1.   | Copenaghen   | 59 | 32 | 18 | 5  | 9  | 61 | 35 | +26 |
|                      | 2.   | Nordsjælland | 55 | 32 | 15 | 10 | 7  | 50 | 35 | +15 |
|                      | 3.   | Aarhus       | 51 | 32 | 14 | 9  | 9  | 42 | 31 | +11 |
|                      | 4.   | Viborg       | 51 | 32 | 14 | 9  | 9  | 44 | 35 | +9  |
|                      | 5.   | Brøndby      | 44 | 32 | 12 | 8  | 12 | 48 | 52 | -4  |
|                      | 6.   | Randers      | 41 | 32 | 10 | 11 | 11 | 40 | 47 | -7  |

Legenda:
      Campione di Danimarca e ammessa alla UEFA Champions League 2023-2024
      Ammessa alla UEFA Europa Conference League 2023-2024.
 Ammessa allo spareggio qualificazione della UEFA Europa Conference League 2022-2023
Regolamento:
Tre punti per la vittoria, uno per il pareggio, zero per la sconfitta.

#### Risultati
|              | Aar  | Brø  | Cop  | Nor  | Ran  | Vib  |
| ------------ | ---- | ---- | ---- | ---- | ---- | ---- |
| Aarhus       | –––– | 3-3  | 0-0  | 1-1  | 1-1  | 3-0  |
| Brøndby      | 1-0  | –––– | 1-3  | 5-1  | 0-4  | 0-3  |
| Copenaghen   | 4-3  | 0-1  | –––– | 2-1  | 1-1  | 2-1  |
| Nordsjælland | 0-1  | 2-1  | 3-2  | –––– | 3-1  | 0-0  |
| Randers      | 1-3  | 1-3  | 1-0  | 1-1  | –––– | 0-2  |
| Viborg       | 0-1  | 1-1  | 1-2  | 1-0  | 3-1  | –––– |

### Classifica finale
|  | Pos. | Squadra     | Pt | G  | V  | N  | P  | GF | GS | DR  |
|  | ---- | ----------- | -- | -- | -- | -- | -- | -- | -- | --- |
|  | 7.   | Midtjylland | 51 | 32 | 13 | 12 | 7  | 55 | 39 | +16 |
|  | 8.   | Odense      | 46 | 32 | 12 | 10 | 10 | 47 | 53 | -6  |
|  | 9.   | Silkeborg   | 41 | 32 | 11 | 8  | 13 | 44 | 49 | -5  |
|  | 10.  | Lyngby      | 28 | 32 | 6  | 10 | 16 | 30 | 49 | -19 |
|  | 11.  | Horsens     | 28 | 32 | 7  | 7  | 18 | 33 | 58 | -25 |
|  | 12.  | Aalborg     | 27 | 32 | 6  | 9  | 17 | 34 | 45 | -11 |

Legenda:
 Ammessa allo spareggio qualificazione della UEFA Europa Conference League 2023-2024
      Retrocessa in 1.Division 2023-2024
Regolamento:
Tre punti per la vittoria, uno per il pareggio, zero per la sconfitta.

#### Risultati
|             | Aal  | Hor  | Lyn  | Mid  | Ode  | Sil  |
| ----------- | ---- | ---- | ---- | ---- | ---- | ---- |
| Aalborg     | –––– | 4-0  | 1-0  | 0-2  | 2-3  | 0-1  |
| Horsens     | 0-4  | –––– | 0-0  | 0-2  | 2-2  | 0-1  |
| Lyngby      | 2-1  | 2-1  | –––– | 2-1  | 0-4  | 1-1  |
| Midtjylland | 1-1  | 3-1  | 1-0  | –––– | 4-2  | 3-0  |
| Odense      | 1-1  | 2-1  | 2-2  | 1-2  | –––– | 2-0  |
| Silkeborg   | 2-2  | 1-2  | 1-0  | 3-3  | 0-1  | –––– |

## Spareggio Europa Conference League
|        | Risultati |             | Luogo e data          |
| ------ | --------- | ----------- | --------------------- |
| Viborg | 0-1       | Midtjylland | Viborg, 9 giugno 2023 |
|        |           |             |                       |

## Statistiche

### Squadre

#### Capoliste solitarie
|    | —— | ——           | ——           | ——           | —— | ——           | ——           | ——           | ——  | ——           | ——           | ——           | ——           | ——           | ——           | ——           | ——           | ——           | ——           | ——           | ——           | ——  | ——  | ——         | ——         | ——         | ——  | ——  | ——  | ——  | ——  | ——  |  |
|    |    | Nordsjælland | Nordsjælland | Nordsjælland |    | Nordsjælland | Nordsjælland | Nordsjælland | Ran | Nordsjælland | Nordsjælland | Nordsjælland | Nordsjælland | Nordsjælland | Nordsjælland | Nordsjælland | Nordsjælland | Nordsjælland | Nordsjælland | Nordsjælland | Nordsjælland | Cop | Nor | Copenaghen | Copenaghen | Copenaghen | Nor | Cop | Cop | Cop | Cop | Cop |  |
|    |    |              |              |              |    |              |              |              |     |              |              |              |              |              |              |              |              |              |              |              |              |     |     |            |            |            |     |     |     |     |     |     |  |
|    |    |              |              |              |    |              |              |              |     |              |              |              |              |              |              |              |              |              |              |              |              |     |     |            |            |            |     |     |     |     |     |     |  |
| 1ª | 2ª | 3ª           | 4ª           | 5ª           | 6ª | 7ª           | 8ª           | 9ª           | 10ª | 11ª          | 12ª          | 13ª          | 14ª          | 15ª          | 16ª          | 17ª          | 18ª          | 19ª          | 20ª          | 21ª          | 22ª          | 23ª | 24ª | 25ª        | 26ª        | 27ª        | 28ª | 29ª | 30ª | 31ª | 32ª |     |  |

#### Primati
- Maggior numero di vittorie: Copenaghen (18)
- Minor numero di vittorie: Lyngby e Aalborg (5)
- Maggior numero di pareggi: Midtjylland (12)
- Minor numero di pareggi: Copenaghen (5)
- Maggior numero di sconfitte: Horsens (18)
- Minor numero di sconfitte: Nordsjaelland (7)
- Miglior attacco: Copenaghen (61 gol fatti)
- Peggior attacco: Lyngby (30 gol fatti)
- Miglior difesa: Aarhus (31 gol subiti)
- Peggior difesa: Horsens (58 gol subiti)
- Miglior differenza reti: Copenaghen (+26)
- Peggior differenza reti: Horsens (-25)

### Individuali

#### Classifica marcatori
| Gol |  |  | Giocatore           | Squadra      |
| --- |  |  | ------------------- | ------------ |
| 18  |  |  | Gustav Isaksen      | Midtjylland  |
| 12  |  |  | Patrick Mortensen   | Aarhus       |
| 10  |  |  | Andreas Schjelderup | Nordsjælland |
| 10  |  |  | Tonni Adamsen       | Silkeborg    |
| 9   |  |  | Viktor Claesson     | Copenhaghen  |
| 9   |  |  | Jay-Roy Grot        | Viborg       |
| 8   |  |  | Anders Dreyer       | Midtjylland  |
| 8   |  |  | Nicolai Vallys      | Brøndby      |
| 8   |  |  | Ohi Omoijuanfo      | Brøndby      |
| 8   |  |  | Ernest Nuamah       | Nordsjælland |
| 8   |  |  | Bashkim Kadrii      | Odense       |
| 8   |  |  | Allan Sousa         | Aalborg      |
| 8   |  |  | Emmanuel Sabbi      | Odende       |
| 8   |  |  | Mads Frokjaer       | Odense       |